# Fächerförmiger Erd-Warzenpilz
Der ungenießbare Fächerförmige oder Gemeine Erd-Warzenpilz (Thelephora terrestris) ist eine Pilzart aus der Familie der Warzenpilzverwandten (Thelephoraceae). Die braunen bis schwärzlichen und meist blassrandigen Fruchtkörper sind kreisel- bis fächerförmig und faserig-zäh. Sie riechen schwach erdig bis streng säuerlich und erscheinen meist von Juli bis Dezember im Nadelwald.

## Merkmale

### Makroskopische Merkmale
Die oft häutig dünnen Fruchtkörper sind 2–4 (6) cm breit und 3 (5) cm hoch. Sie sind rosetten- bis halbrosetten-, fächerförmig, rundlich, muschelförmig oder flach trichterförmig und meist in einzelne, abstehende und sich dachziegelartig überdeckende Lappen geteilt. Die Fruchtkörper sind oft stiellos oder haben nur ein angedeutetes Stielchen und liegen dann dem Substrat flach auf. Die Oberseite ist grob-filzig bis striegelig und konzentrisch gezont. Sie ist dunkel- bis rostbraun und bei alten Exemplaren fast schwärzlich. Der Rand ist striegelig bis bewimpert, jung weißlich und auch später meist deutlich heller gefärbt. Die gerunzelte oder faltige Unterseite mit der Fruchtschicht ist braun oder violettbraun und trägt feine, regelmäßig verteilte Wärzchen. Das zähe, lederartige, grau-bräunliche Fleisch ist 2–3 mm dick und riecht schwach erdig bis streng säuerlich. Es schmeckt wenig charakteristisch aber nicht angenehm. Das Sporenpulver ist braunviolett.

### Mikroskopische Merkmale
Die im Umriss unregelmäßigen, elliptisch-eckigen Sporen sind 8–10 µm lang und 7–8 µm breit. Sie sind mit eckigen, unregelmäßig verteilten Warzen besetzt. In der Mitte sieht man oft einem großen Öltropfen.

## Artabgrenzung
Der Erd-Warzenpilz ist trotz seiner Veränderlichkeit kaum mit anderen Pilzen zu verwechseln. Recht typisch ist der etwas aufdringliche erdig bis säuerliche Geruch, der allerdings innerhalb der Gattung bei mehreren Arten auftritt. So hat zum Beispiel auch der Nelkenförmige Warzenpilz (Thelephora caryophyllea) diesen charakteristischen Geruch. Dieser unterscheidet sich aber durch seine deutlich gestielten Fruchtkörper und durch seinen trichterförmig geschlitzten Hut. Die Stinkende Lederkoralle (T. palmata), die an den gleichen Standorten vorkommt, erinnert eher an einen Korallenpilz, außerdem riecht sie sehr auffällig nach faulendem Kohl. Ihre Sporen sind spitz bestachelt.

## Ökologie
Der Erd-Warzenpilz lebt als Mykorrhizapilz oder Saprobiont in sauren Buchen-Tannen-, Fichten-Tannen- und Fichtenwäldern. Besonders häufig trifft man ihn in Fichtenforsten und auf bodensauren Heiden an. Wesentlich seltener kann man ihn auch in Kiefernwäldern und -forsten finden und gelegentlich wächst er auch an periodisch austrocknenden Hochmoor-Rändern, auf Waldlichtungen und auf sandigen Waldwegen. Der Pilz bevorzugt oder benötigt Böden, die basen- und nährstoffarm und mäßig trocken bis mäßig feucht sind.
Die Fruchtkörper, die ganzjährig gefunden werden können, erscheinen meist von Juli bis November in kleinen oder größeren Gruppen. Besonders an offenen und lichten Stellen wachsen oft ganze Kolonien auf dem Erdboden und auf der Nadelstreu. Hindernisse wie Ästchen, Halme oder Stängel, aber auch Sämlinge und Jungpflanzen von Waldbäumen werden dabei häufig um- und überwachsen. Dies führt durch Ersticken oft zu deren Absterben. Selten und nur in der Finalphase findet man den Pilz auch auf morschen Stümpfen. Der typische und mit Abstand häufigste Mykorrhizapartner des Pilzes ist die Fichte. Aber auch andere Nadelbäume kommen als Begleitbaum infrage. Mit abnehmender Häufigkeit sind dies: Kiefer, Tanne und Lärche. Nur in Ausnahmen findet man ihn auch bei Rotbuchen. Der Pilz ist auch ein seltener Symbiosepartner von Flechten.

## Verbreitung

Europäische Länder mit Fundnachweisen des Erd-Warzenpilzs.
Legende:
grün = Länder mit Fundmeldungen
cremeweiß = Länder ohne Nachweise
hellgrau = keine Daten
dunkelgrau = außereuropäische Länder.

Der Erd-Warzenpilz ist nahezu weltweit verbreitet. Er wurde in Nordamerika (Kanada, Mexiko, USA), Asien (Japan, Nordkorea, Südkorea, Mongolei), Nordafrika (Marokko), Südafrika, Australien, Neuseeland und Europa nachgewiesen. Der Pilz ist wohl in ganz Europa verbreitet. In Südeuropa ist er möglicherweise seltener, während er in ganz Mitteleuropa häufig und weit verbreitet ist.

## Bedeutung
Aufgrund der ledrig-zähen Struktur und des eher unangenehmen Geschmacks kommt der Erd-Warzenpilz nicht als Speisepilz infrage. Lange Zeit stand er im Ruf ein Forstschädling zu sein, da er bei Massenauftreten in jungen Nadelholzpflanzungen die Jungbäume ersticken kann. Insgesamt ist er aber als Mykorrhizapilz für die Nadelbäume eher nützlich als schädlich.